# Karlsgymnasium München-Pasing
Das Karlsgymnasium München-Pasing – übliche Abkürzung „KGP“ – grenzt an den Pasinger Stadtpark in München und zählt etwa 700 Schüler (Stand 2023/24).

## Geschichte

### Gründung
Die Schule wurde im Jahre 1910 als königlich humanistisches Progymnasium Pasing mit 87 Schülern gegründet, der auf die gegenüberliegende Lehrerbildungsanstalt abgestimmte Jugendstilbau (Architekt Joseph Lang, Gebäudeschmuck Joseph Floßmann) 1909/10 errichtet.

### Zeit nach dem Ersten Weltkrieg
Nach der Revolution 1918/19 war die Schule auch für Mädchen zugänglich. 1920/21 begann der stufenweise Ausbau zu einem humanistischen Gymnasium (1925/26 erstes Abitur), der einen Erweiterungsbau notwendig machte. Die Tradition humanistischer Bildung riss auch während des Dritten Reiches nicht ab. Die Schule wurde jedoch in dieser Zeit schrittweise in die „Deutsche Oberschule für Jungen“ umgewandelt. In diese Zeit fällt auch der Umzug an den Schererplatz, um der Übungsschule der Hans-Schemm-Hochschule (Lehrerbildungsanstalt) Platz zu schaffen.

### Zeit nach dem Zweiten Weltkrieg
Nach dem Zweiten Weltkrieg wurde im Schulgebäude zunächst das Hauptquartier der UNRRA für die Amerikanische Besatzungszone eingerichtet. 1946 kam es zur Neugründung der Schule als „Humanistisches Gymnasium Pasing“ am Schererplatz 3 und der Umwandlung der „Oberschule für Jungen“ in eine „Oberrealschule“ (späteres Max-Planck-Gymnasium). 1963 erfolgte der Umzug in das angestammte Gebäude am Stadtpark und die Annahme des heutigen Schulnamens. In den 1970er und 1980er Jahren wurde das Gebäude kontinuierlich erweitert, um steigende Schülerzahlen bewältigen zu können. Seit Beginn des Schuljahres 2007/08 steht im Süden des Schulgeländes ein Neubau mit Cafeteria und Lern- und Übungsräumen. Für Ende 2019 ist die Fertigstellung eines Erweiterungskomplexes vorgesehen.

## Angebot
Der Besuch des Gymnasiums steht Jungen und Mädchen offen.
Zu Beginn des Schuljahres 2018/2019 traten mehr als 100 Fünftklässler, die auf fünf Klassen verteilt wurden, neu in die Schule ein.
Aufgrund eines Mangels an Klassenräumen wird der Unterricht, vor allem in der Oberstufe, des Öfteren in das nahe gelegene Bertolt-Brecht-Gymnasium ausgelagert. Im Herbst 2009 traten zum letzten Mal Schüler der 12. Jahrgangsstufe in die Kollegstufe des alten neunjährigen Gymnasiums ein. Für die Schüler der Jahrgangsstufen 5–11 gilt seither das achtjährige Gymnasium in seiner humanistischen und sprachlichen Ausprägung: beginnend mit Latein ab der 5., Englisch ab der 6. und Griechisch bzw. Französisch ab der 8. Klasse. Latein kann durch Italienisch als spätbeginnende Fremdsprache ersetzt werden ab der 11. Klasse (G9) bzw. der 10. Klasse (G8). Seit dem Schuljahr 2017/18 wird wieder neunjährig unterrichtet (neues G9).
Es bestehen zahlreiche Wahlfachangebote aus den verschiedensten Bereichen. Hervorzuheben ist das vergleichsweise große Angebot im musikalischen Bereich, so zum Beispiel die Einrichtung einer Streicherklasse im Schuljahr 2007/08. Seit der Umstellung auf das G8 existiert ein ausgebautes Ganztagesangebot. Neben den üblichen Elementen des Schullebens (SMV, Tutoren, Schülerzeitung) gibt es eine Schülergesellschaft, ein Schulradio sowie eigene Schulsanitäter- und Streitschlichtersysteme. Es bestehen Schüleraustausche mit dem Lycée Fénelon in Clermont-Ferrand, einer französischen Privatschule in Lissabon, dem Liceo Ginnasio Saffo in Roseto degli Abruzzi sowie der Oberschule Nr. 6 in Qingdao in China.

## Bauliche Erweiterung Juni 2022 bis Juni 2026
Der denkmalgeschützte Jugendstilgebäude am Stadtpark, das Karlsgymnasium, soll in den kommenden Jahren erweitert werden. Das Projekt ist Teil der Schulbauoffensive der Landeshauptstadt. Das Gymnasium bekommt Platz für zwei weitere Züge mit zwei Lernhausclustern, Fachlehrsälen, eine Pausenhalle sowie eine Dreifachturnhalle, die auch als Versammlungsstätte für knapp 400 Personen dienen kann. Der Hauptbaukörper des Schulneubaus ist als Würfel mit Flachdach konzipiert, er wird vier Vollgeschosse haben und über eine Brücke mit dem Altbau verbunden sein.

## Personen

### Schulleiter
- 1910–1913: Otto Kronseder
- 1913–1935: Ludwig Bruner
- 1936–1937: Franz Schalk
- 1937–1938: Ludwig Hasenclever
- 1938–1945: Wilhelm Staab
- 1945: Anton Hartmannsgruber
- 1946–1957: Karl Rupprecht
- 1957–1968: Karl Schneider
- 1968–1977: Otto Huber
- 1977–1986: German Weiß
- 1986–2003: Hans Müller
- 2003–2013: Ingrid Bucher
- 2013–2023: Thomas Franz
- seit 2023: Matthias Ludolph

### Absolventen
- Reiner Anselm, Theologe
- Sabine Anselm, Germanistin und Fachdidaktikerin
- Paul Beinhofer, Regierungspräsident von Unterfranken
- Albert Berger, Kanzler der TUM[7]
- Helmut Bloid, Schriftsteller
- Thilo Bode, Geschäftsführer der Organisationen Greenpeace und Foodwatch
- Christian Danner, Automobilrennfahrer
- Michael Drieschner, Physiker
- Christine Erlach, Psychologin und Autorin
- Susanne Gaensheimer, Kunsthistorikerin und Kuratorin
- Andreas Haas, Kommunalpolitiker
- Wowo Habdank, Schauspieler
- Matthias Hirth, Schauspieler, Regisseur, Schriftsteller
- Robert Huber, Nobelpreisträger Chemie 1988
- Johannes Kiefer, Regisseur[8]
- Franz Kotteder, Journalist[9]
- Wolfgang Lauter, Grafik-Designer, Fotograf, Künstler und Musiker
- Reiner Luyken, Buchautor
- Peter Probst, Autor
- Franziska Rabl, Sängerin
- Martin Runge, Politiker
- Alfons Schweiggert, Schriftsteller
- Gerhard Selmayr, Jurist
- Ludwig Seuss, Musiker[10]
- Hermann Otto Solms, Politiker
- Daniel Speck, Drehbuchautor
- Christoph Stölzl, Politiker
- Heribert Thallmair, Politiker
- Markus Theil, Sportjournalist
- Christian Tramitz, Schauspieler
- Claas Triebel, Psychologe und Autor
- Manfred Vorderwülbecke, Sportjournalist
- Stefan Weinfurter, Historiker
- Stefan Wimmer, Autor
- Joachim von Zanthier, Experimentalphysiker[11]

## Sonstiges

### Sportliche Erfolge
Die Schachmannschaft gewann die Oberbayerische Schulschach-Mannschaftsmeisterschaft des Schuljahres 1980/81 in der Wettkampfklasse II (bis 10. Klasse), wurde darauf Südbayerischer Vizemeister und Bayerischer Vizemeister.

### Auszeichnungen
Nach den Jahrgangsstufentests 2005 des bayerischen Kultusministeriums gehörte das Gymnasium zu den Besten in Bezug auf Lernerfolg, Umfeld und Leistung in Bayern. Dies belegt auch der Spitzenplatz bei den Abiturergebnissen 2013. Beim TurnOn-Wettbewerb des Bayerischen Rundfunks 2015 erzielten Schüler des Karlsgymnasiums den GRIPS-Sonderpreis. Beim JUNIOR-Projekt (Junior Achievement – Young Enterprise) erzielten Schüler des Karlsgymnasiums 2003 den Landes- und Bundessieg.

### Filmkulisse
Das Gymnasium diente auch als Kulisse der Schule für den Film Das haut den stärksten Zwilling um von 1971.